# 三朝典翰坊
三朝典翰坊位于中国安徽省黄山市歙县许村镇许村。
三朝典翰坊建于明崇祯十四年（1641）。牌坊为四柱三间三楼冲天柱式，高11.5米。南北两面分别书“三朝典翰”、“奕世承恩”，因为在汪德章出生三天，即被崇祯帝封赠为与父亲汪伯爵同样的“中书舍人”。
2006年5月，三朝典翰坊作为许村古建筑群的子项，被列为第六批全国重点文物保护单位。